# Бородин, Александр Михайлович
Александр Михайлович Бородин (1917 — 1984) — советский военнослужащий, участник Великой Отечественной войны, полный кавалер ордена Славы, командир отделения разведки 183 отдельного сапёрного батальона (1-й танковый корпус, 50 армия, 3-й Белорусский фронт), полный кавалер Ордена Славы.

## Биография
Родился в деревне Никулино Звенигородского уезда Московской губернии (в настоящее время Истринский район Московской области) в рабочей семье. Получил неполное среднее образование. Работал столяром краснодеревщиком на Истринской мебельной фабрике.
В 1938 году Истринским райвоенкоматом был призван в ряды Красной армии. Участвовал в Советско-финской войне. С июня 1941 года на фронтах Великой Отечественной войны.
Участвовал в обороне Москвы.
Приказом по 1-му танковому корпусу от 17 декабря 1943 года рядовой Бородин награждён орденом Красной Звезды за выполнение задания командования по обследованию моста через реку Дубовку для пропуска автотранспорта.
Во время наступления в Белоруссии летом 1944 года ефрейтор Бородин с отделением разведчиков 26 июня внезапной атакой выбил противника из деревни Ручей Шарковщинского района Витебской области, а на следующий день, увидев, что мост через реку Улла возле села Бочейково сожжён противником, разведал два брода, пригодных для переправы танков. Приказом по 1-му танковому корпусу от 19 июля 1944 года он был награждён орденом Славы 3-й степени.
6 октября 1944 года ефрейтор Бородин под огнём противника разведал мост и брод на реке Кражента южнее города Кельме в Литве. 8 октября уже на реке Юра юго-восточнее Шилале обследовал брод и разминировал его, сняв около 30 мин и пропустил самоходную артиллерию. Приказом по 2-й гвардейской армии от 19 ноября 1944 года он был награждён орденом Славы 2-й степени.
23 февраля 1945 года при штурме Кёнигсберга при выполнении задания командования старший сержант Бородин со своим отделением проводили разведку противотанкового рва. В разведке они столкнулись с группой солдат противника и завязали с ними бой. Бородин приказал 2-м разведчикам обойти противника справа, двоим — слева, а сам с тремя разведчиками открыл по противнику огонь. Противник не выдержал и бросился бежать. В этом бою Бородин со своими отделением уничтожил 14 солдат противника, а троих взял в плен и доставил в часть. Приказом по 1-му Прибалтийскому фронту от 2 июня 1945 года он был награждён орденом Отечественной войны 1-й степени.
В апреле 1945 года при штурме Кёнигсберга прямым попаданием снаряда был разрушен мост через противотанковый ров. Когда танки и самоходные артиллерийские установки подошли к переправе, то были вынуждены остановиться. Противник, обнаружив стоящие танки, стал наносить по ним удары крупнокалиберными орудиями. Сержант Бородин с двумя разведчиками был послан в разведку с задачей оценить ущерб, нанесённый переправе. Под мощным пулемётно-артиллерийским огнём, они преодолели проволочные заграждения, и начали разминировать противопехотное минное поле, но оба разведчика были ранены и Бородин в одиночку пробрался к переправе и определил ущерб. После чего вернулся в часть, доставив тяжелораненого разведчика и сведения о состоянии переправы, что позволило своевременно восстановить её. Указом Президиума Верховного Совета СССР от 29 мая 1945 года он был награждён орденом Славы 1-й степени.
В 1945 году был демобилизован, вернулся на родину. Окончил 8 классов школы, жил в городе Истра, работал столяром в вагоноремонтном депо в городе Нахабино.
Скончался 5 июля 1984 года.